# Unió Malaia
La Unió Malaya va ser una federació formada pels estats malais i les antigues Colònies de l'Estret, inclosa Singapur. Va ser el successor de la Malaia sota protectorat britànic, i es va concebre amb l'objectiu de simplificar l'administració colonial unificant la península de Malaca (o península Malaia) sota un únic governant.

## Formació de la Unió Malaya
El dia 1 d'abril de 1946 la Unió Malaia va començar a existir de forma oficial amb Edward Gent com a governador. La capital de la Unió era Kuala Lumpur.
La idea de la Unió va sorgir per primera vegada a l'octubre de 1945 (si bé ja s'havien vingut barrejant algunes aproximacions des de maig de 1944) en acabar la Segona Guerra Mundial a l'entorn de l'Administració Militar Britànica. Se li va encarregar a Harold MacMichael la missió d'aconseguir l'aprovació del projecte per part els governants dels estats malais en el termini d'un mes, tasca que va culminar amb èxit. Els motius per a l'acord dels governants, malgrat la pèrdua de poder polític que suposava per a ells, ha estat objecte de debat; existeix cert consens a pensar que el succeït és que, atès que els governants de la regió havien romàs en el poder durant l'ocupació japonesa, van ser acusats de col·laboracionisme i se'ls va amenaçar amb la pèrdua del seu tron. Així s'explica que acceptessin la Unió, una idea que els resultava ominosa.
La Unió Malaya va regular les sol·licituds de nacionalització. Les condicions que una persona havia de reunir per poder nacionalitzar-se eren:
- Haver nascut en qualsevol estat de la Malaia britànica o Singapur i viure a la regió en dates anteriors al 15 de febrer de 1942,

- Haver nascut fora de la Malaia britànica o les Colònies de l'Estret, però sempre que els seus pares fossin ciutadans de la Unió Malaia,

- Aquells que, en complir els divuit anys, haguessin viscut en la Malaia britànica o Singapur almenys 10 dels 15 anys anteriors al 15 de febrer de 1942.

També es van establir restriccions a aquesta norma. Per tenir dret a sol·licitar la nacionalització la llei establia que:
- El subjecte hauria d'haver viscut a Singapur o la Malaia britànica durant almenys cinc dels vuit anys anteriors a la sol·licitud,

- Havia de ser una persona mentalment estable,

- Tenia el deure de comprendre i parlar l'anglès o el malai,

- Mitjançant una cerimònia, s'havia de prestar jurament de lleialtat a la Unió Malaia.

Els sultans, que fins llavors havien estat els governants dels estats malais, van cedir tots els seus poders a la corona britànica, amb l'excepció dels deures religiosos. Es va nomenar un governador amb jurisdicció sobre el nou territori, donant així caràcter oficial al mandat colonial directe. A més, alguns organismes que romanien en funcionament com eren els Consells Locals dels antics Estats Malais Federats, van perdre la relativa autonomia que gaudien quan la major part dels seus poders va ser transvasada al govern de Kuala Lumpur, quedant solament sota el seu control la capacitat de decisió en assumptes menors en l'àmbit local. Els Consells Locals es van convertir en una extensió del govern Federal. A més, els sultans van haver de traspassar l'exercici del poder efectiu, que va passar a ser copat per oficials britànics.

## Oposició, dissolució de la Unió Malaia i creació de la Federació Malaia
Els malais es van oposar, en la seva majoria, a la creació de la Unió. Els majors motius per al descontentament eren els mètodes que Harold MacMichael havia usat per aconseguir la signatura dels sultans, la pèrdua de poder d'aquests i l'obertura a la possible nacionalització de ciutadans estrangers, principalment els xinesos, ja que la favorable posició econòmica que gaudien era vista com una amenaça per a la independència de la societat malaia. L'Organització Nacional de la Unió Malaia, (UMNO per les seves sigles en anglès), una organització política fundada per Dada' Onn bin Ja'afar l'1 de març de 1946, va fer de l'oposició la seva bandera. Els malais van adoptar la costum de portar cintes blanques en el cap, com a símbol de dol pels seus reis deposats. Al descontentament es van sumar els oficials imperials d'origen malai, insatisfets en la forma en què es duien a terme les reformes, doncs arguïen que entrava en conflicte amb la Carta de l'Atlàntic. Les lleis permetien que els estrangers conservessin la seva anterior nacionalitat, i això podria ser utilitzat pels immigrants xinesos i indis en benefici dels seus països d'origen, perjudicant a la Unió.
La UMNO es va oposar a la Unió cridant a la desobediència civil. No van acudir a les preses de possessió dels càrrecs destinats als governadors anglesos, ni van participar en cap consell assessor del govern, la qual cosa va portar a la pràctica desaparició dels malais en els càrrecs administratius i de govern. El govern anglès es va fer càrrec del problema i es va comprometre a prendre mesures per garantir la presència de representants de les principals ètnies malaies en futures reunions abans de fer canvis en la Constitució de la Unió de forma unilateral. La Unió Malaia va arribar a la seva fi el gener de 1948, i va ser reemplaçada per la Federació Malaia.